# 네버엔딩 스토리 3
《네버엔딩 스토리 3》(Die unendliche Geschichte 3 – Rettung aus Phantasien)는 1994년 공개된 판타지 영화이다.

## 줄거리
어느 날, 방랑하는 산의 노인이 커다란 책에서 예언을 읽으며 '더 내스티'라는 존재가 판타지아에 나타날 것이고, '특별한 용기'를 가진 구원자가 등장할 것이라는 기록을 남긴다. 
주인공 바스티안 발타자르 북스는 13살이 되어 새어머니와 의붓 여동생 니콜과 함께 살게 된다. 고등학교에 입학한 바스티안은 '더 내스티'라는 학교 폭력 집단에게 괴롭힘을 당하고, 그들의 계략으로 보일러실에 갇히지만, 학교 관리인의 도움으로 빠져나와 그들을 퇴학시키는데 성공한다. 
도서관으로 피신한 바스티안은 우연히 코리앤더 씨와 '네버엔딩 스토리' 책을 발견한다. 다시 나타난 '더 내스티'에게 쫓기던 바스티안은 책을 통해 판타지아로 도망치고, 팔코와 엥위크, 우글과 재회한다. 한편, '더 내스티'는 지구에서 '네버엔딩 스토리' 책을 찾아내 판타지아에 불덩이와 폭풍을 퍼붓는다. 바스티안은 나무 트롤 바키와 함께 방랑하는 산으로 가서 어린 여왕을 만나 책을 되찾아오라는 부탁을 받는다. 팔코, 바키, 난쟁이들, 록바이터의 아들 주니어가 바스티안을 돕지만, 소원 과부하로 인해 모두 지구 곳곳으로 흩어지게 된다. 바키는 침엽수림에, 팔코는 러시모어 산 근처에서 주니어를 구해주고, 난쟁이들은 알래스카에 도착한다. 바스티안은 팔코와 주니어를 다시 만나고, 팔코는 다른 이들을 찾으러 떠나고 주니어는 바스티안의 집에 머무르게 된다. 록바이터 부부는 아들이 사라졌다는 슬픔에 싸이고, '더 내스티'는 이들을 부추겨 싸움을 벌이게 만든다.
니콜은 바스티안의 방에서 아우린을 발견하고 소원 능력을 알게 되어 쇼핑몰에서 마음껏 소원을 빈다. 정원 식물로 변장한 바키와 택배 상자에 담겨 배송된 난쟁이들은 바스티안과 재회한다. 이들은 니콜을 찾으러 가지만 '더 내스티'가 아우린을 먼저 손에 넣고, 판타지아에는 여왕과 신하들을 죽이려는 거대한 갑각류 괴물이 나타난다. 쇼핑몰에 있던 사람들은 코리앤더 씨와 바스티안의 부모를 포함해 모두 악하게 변하고, 바스티안은 번개에 맞아 '더 내스티'의 의지에 굴복하려 하지만 니콜 덕분에 정신을 차리고 격투 끝에 아우린과 책을 되찾는다. 판타지아 사람들은 판타지아로 돌아가고 판타지아는 다시 예전의 모습으로 회복된다. 바스티안과 니콜은 부모님이 이혼하는 것을 막고, 주니어는 부모님과 재회한다. 다음 날 학교에 간 니콜과 바스티안은 바스티안이 '더 내스티'를 모두 친절한 급우로 변화시켰다는 것을 알게 되고, 바스티안은 '네버엔딩 스토리' 책을 코리앤더 씨에게 돌려준다.

## 출연

### 주연
- 제이슨 제임스 리처
- 멜로디 케이
- 잭 블랙
- 캐롤 핀
- 라이언 볼먼
- 프레디 존스
- 줄리 콕스

### 조연
- 모야 브래디
- 토니 로빈슨
- 트레이시 엘리스
- 케빈 맥널티
- 니콜 아리 파커
- 고든 로빈슨
- 프레데릭 와더
- 윌리엄 토드 존스
- 앤드리아 네메스
- 마크 애치슨
- 마릴린 노리
- 셜리 브로데릭
- 존 베어 커티스
- 리처드 뉴먼
- 비나 수드
- 마시 골드버그

## 기타
- 미술: 롤프 제헷보어
- 의상: 모니크 프러드홈